# ピアノ線
ピアノ線（ピアノせん、英: Piano wire）は、炭素鋼で作られた金属線である。

## 概要
ピアノ線とは、硬鋼線で強度が高い高級高張力鋼線である。弾性率が高く、ベッドや建築用途のシャッター、自動車のシートなどのばね用の他、多少の伸び縮みを吸収する性能が求められるコンクリート補強、長大橋のケーブルなどにも利用される。炭素含有量の多い特殊鋼を熱間圧延で鋼線とし、さらに熱処理して作られる。
工作材料としても使用できるが、鉄線や真鍮線と比較して非常に硬いため、手作業での加工は困難な場合もある。

## 利用

### 緊張材
ピアノ線の工業用途として、プレストレスト・コンクリートの圧縮力を与えるPC鋼材としての用途がある。コンクリートは圧縮力には強いが、引張力には弱い部材のため、あらかじめ引張力を作用させたピアノ線を用いてコンクリートに圧縮力を与え、外部からの引張力を相殺することでより強い構造を作れる。鉄道では、頑丈で長寿命、狂いが生じにくい利点から、プレストレスト・コンクリート製のPC枕木が用いられる。

### ピアノ
語源はピアノの弦に使われることによるが、炭素鋼によるピアノ線が普及したのは19世紀後半以降である。それ以前は単なる低炭素鋼による鉄線や黄銅による真鍮線などが用いられてきた。なお、ピアノ用のものに関しては、特にミュージックワイヤー（music wire）と呼ばれ、これに対しては、音のむらを防ぐために真円度が高いこと、巻線加工のために平らにつぶしても割れないこと、チューニングピンに巻きつけても耐えられる曲げ強さなど、工業用のピアノ線より高度な品質が求められる。

### 軍事利用
第二次大戦期において、ピアノ線は陸海軍の航空機用操縦索（コントロールワイヤー）、航空機用エンジンのバルブスプリング、機関銃の管バネ、気球係留索など軍需用品として様々な用途で利用された。戦前の日本はスウェーデンのギャルビダン社などからピアノ線をすべて輸入していたが、日米開戦により輸入が途絶し、軍関係者によってピアノ線の研究が行われた。軍から神戸製鋼に対して国産化が命じられ、1940年（昭和15年）に試作を開始。国産化に成功したことで陸軍大臣より陸軍技術有効賞が授与された。
また、ソ連はノモンハン事件でピアノ線を使った対戦車障害物を設置し、これに日本の戦車が敗退したという話がある。この障害物について、ノモンハンで戦車隊の連隊長を務めた玉田美郎は1981年に発行の自著で「巷間ピアノ線と伝えられたが細い軟鋼線である」と証言しており、誤りである。そのほか、絞首刑の道具としても使われた（ヒトラー暗殺計画などが挙げられる）。

### その他
ハンマー投げの球体部分と取手部分をつなぐ鋼線に使われている。
特撮の模型をつり下げる際に用いられ（操演）、円谷プロダクションでは映像にピアノ線が映り込むと、円谷英二に釜飯を奢る習慣があった。

## 規格
日本産業規格（JIS G 3522）ではA種、B種及びV種が定められている。